# 1500-talet

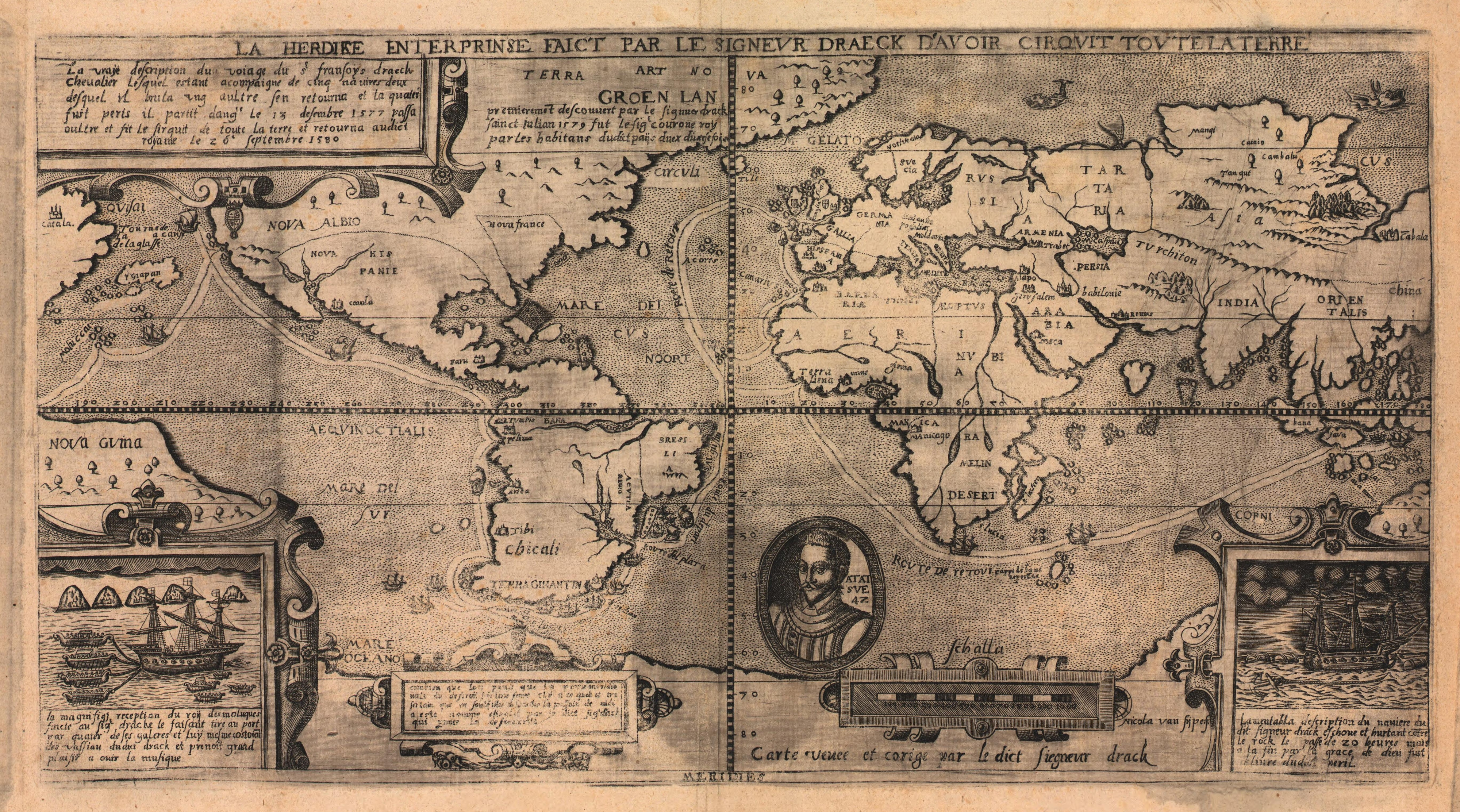
Karta över Francis Drakes världsomsegling. Den första världsomseglingen i historien inleds av portuguisen Magellan 1519. Under expeditionen avlider han och det blir skeppets andreman Juan Sebastián Elcano som genomför den första resan jorden runt. 1528 tar sig spanjoren Andrés de Urdaneta runt klotet och 1580 blir engelsmannen Francis Drake den tredje världsomseglaren. Kartan, som är från 1581, visar Drakes färdväg över haven. Vid denna tid har kartograferna ännu inte funnit landmassornas riktiga former och kontinenternas inre är outforskat.

## Händelser

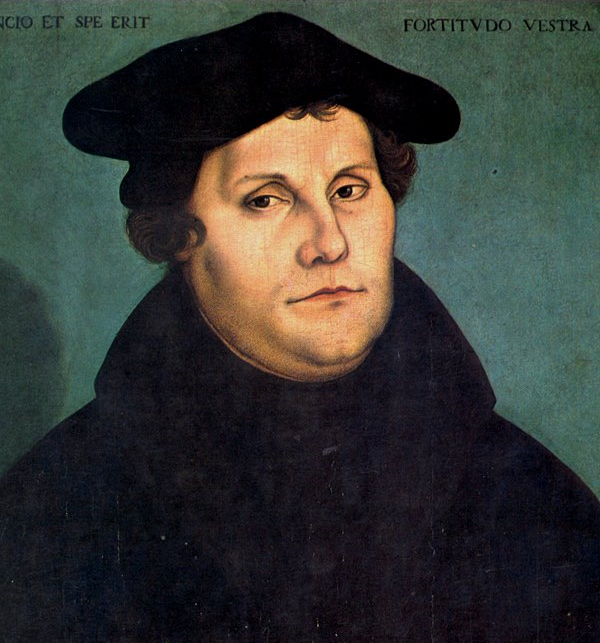
Martin Luther, porträtt av Lucas Cranach d.ä. 1529.

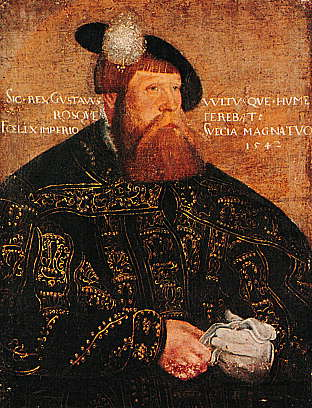
Gustav Vasa, 1542.

Slaget vid Lepanto 1571.

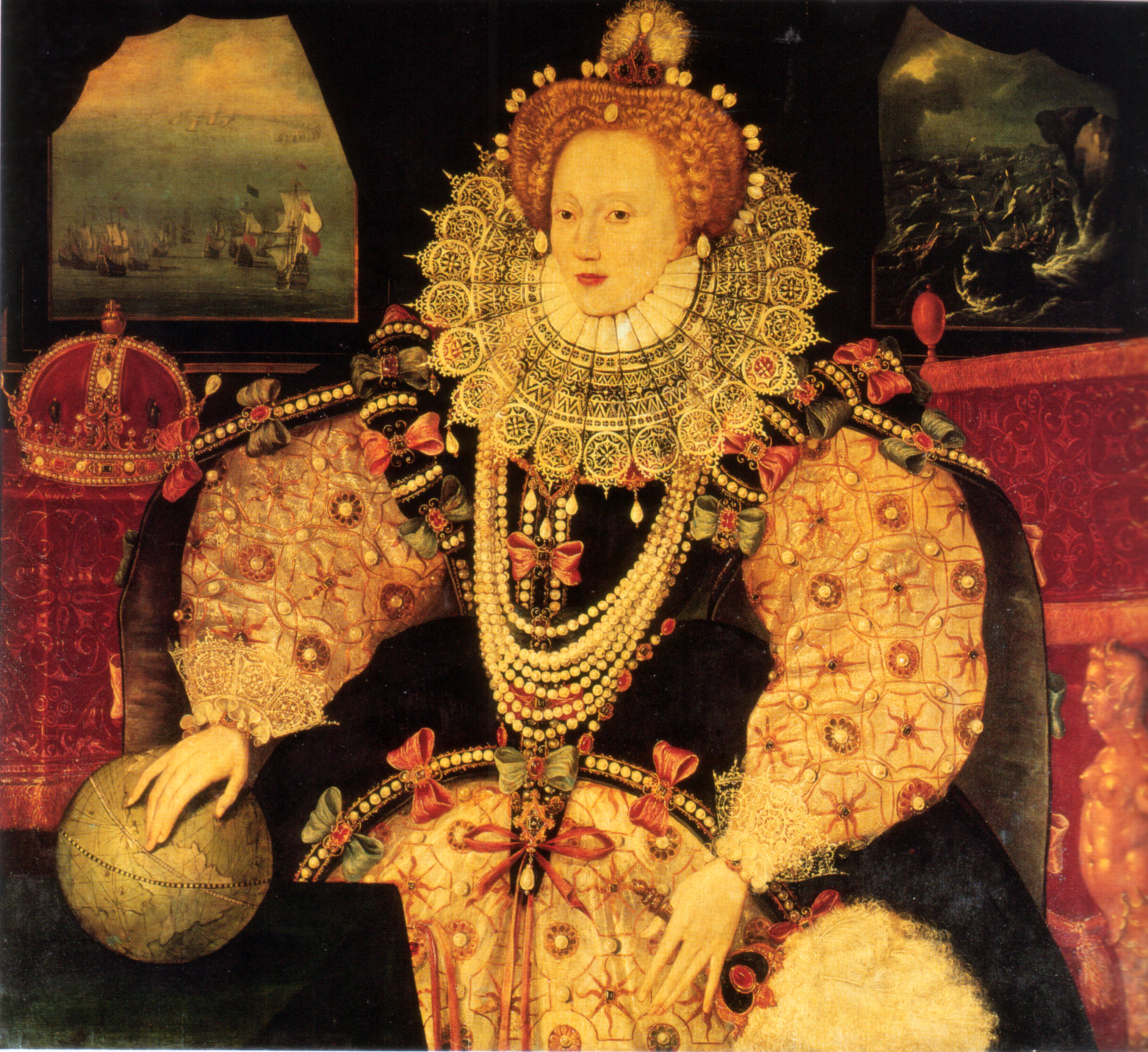
"Armadaporträttet" över Elisabeth I 1588.

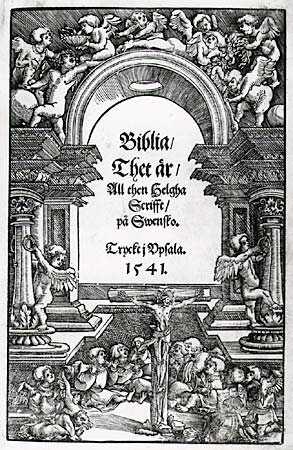
Gustav Vasas bibel 1541.

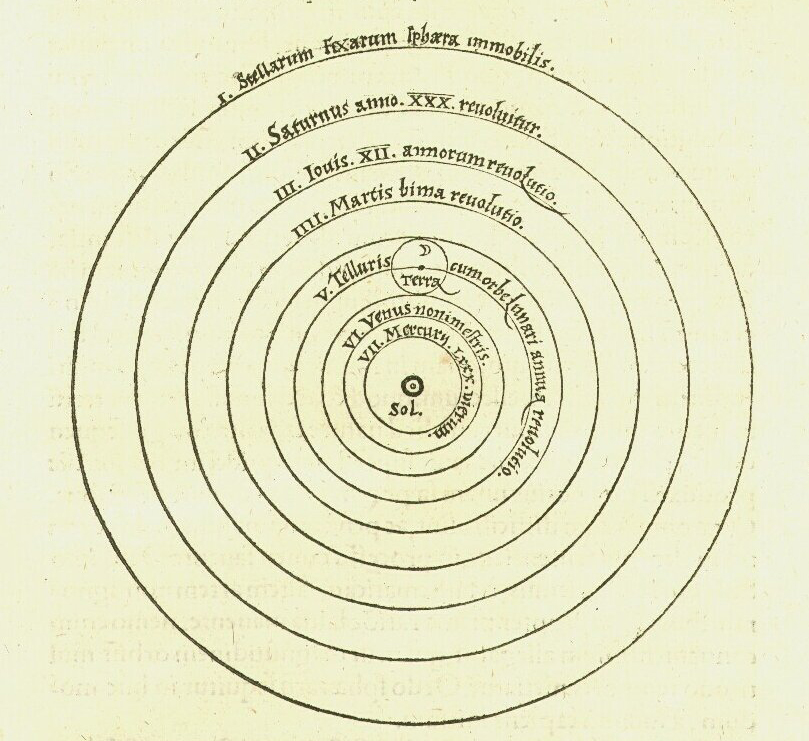
Copernicus heliocentriska världsbild, 1543

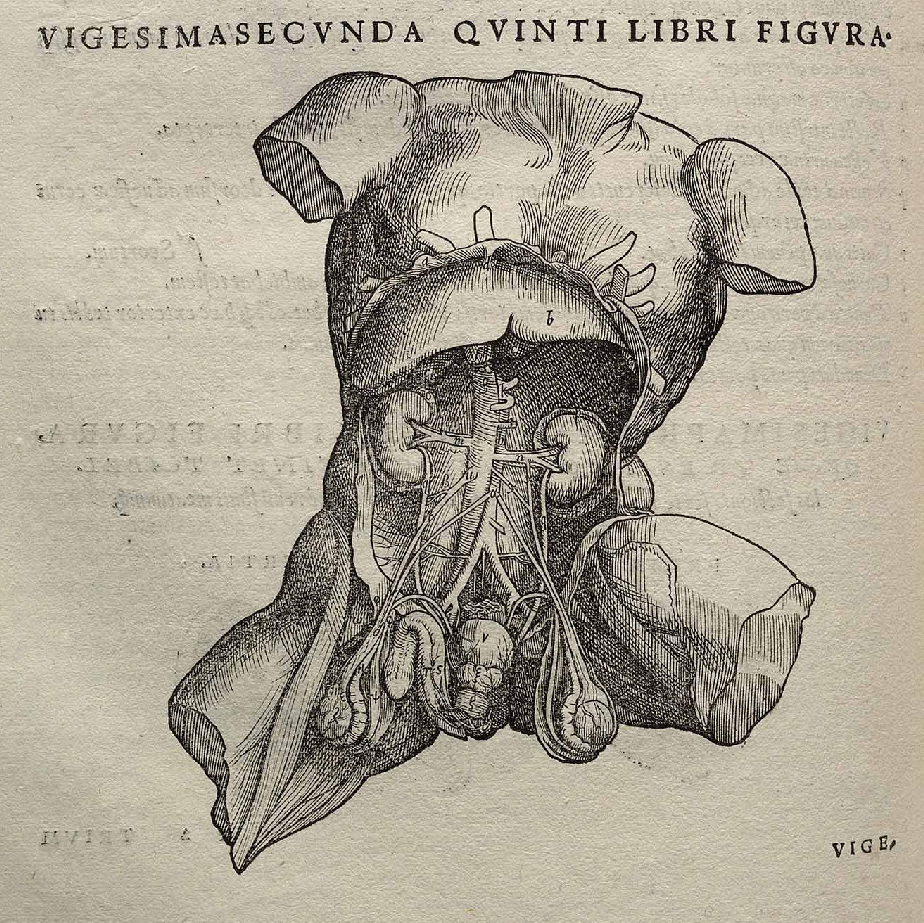
Illustration ur De humani corporis fabrica 1543.

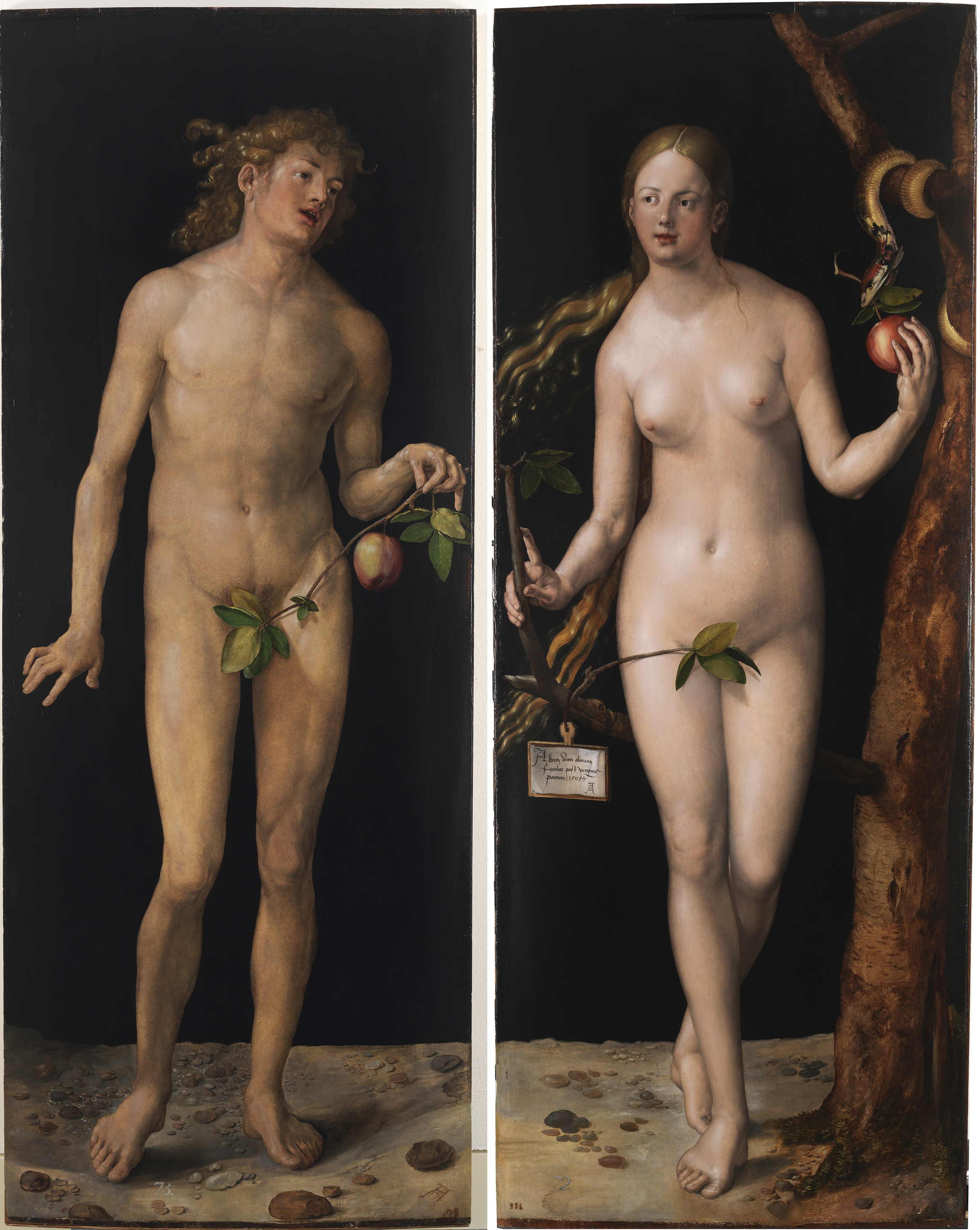
Adam och Eva av Dürer 1507.

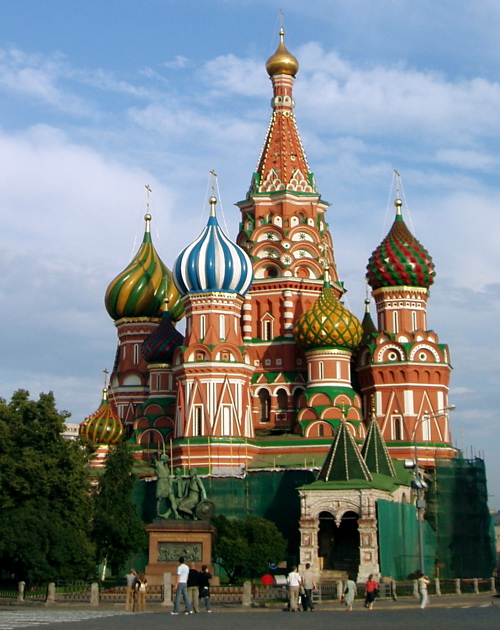
Vasilijkatedralen

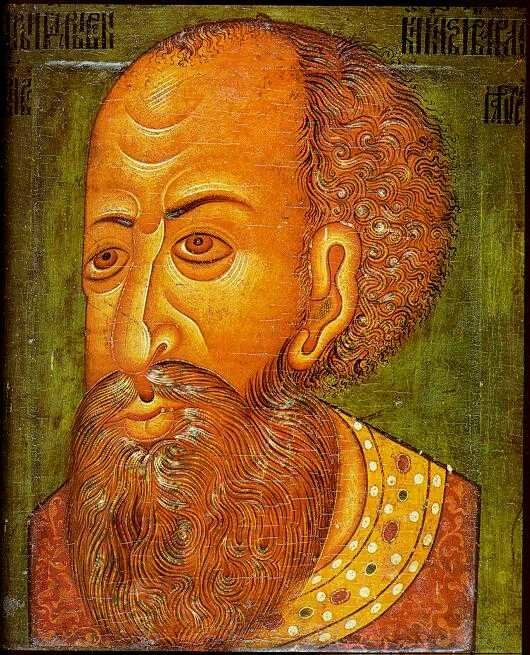
Ivan den förskräcklige, målning från 1600.

### Krig och politik
- 1500 - Christofer Columbus gör sin tredje resa till Amerika och Pedro Álvares Cabral upptäcker Brasilien.
- 1502 - "Gyllene horden", de mongoliska khanaten, förlorar slutligen sin makt över Ryssland.
- 1517 - Martin Luther offentliggör sina teser med kritik av kyrkan och avlaten, vilket inleder reformationen.
- 1519 - Magellan ger sig ut på historiens första världsomsegling. Han avlider dock under färden och det blir andremannen Juan Sebastián Elcano som 1522 återkommer till Spanien.
- 1521 - Gustav Vasa inleder ett uppror mot Kristian II.
- 1523 - Gustav Vasa väljs till kung den 6 juni.
- 1526 - Osmanerna besegrar Kungariket Ungern i Slaget vid Mohács.
- 1527 - Reformationen börjar i Sverige.
- 1528 - Andrés de Urdaneta blir den andre mannen som seglar jorden runt.
- 1529 - Osmanerna besegras av Österrike vid Belägringen av Wien.
- 1530 - Den engelska kyrkan bryter med påven och katolska kyrkan och Henrik VIII av England blir engelska kyrkans överhuvud.
- 1534 - Den katolska Jesuitorden grundas av Ignatius av Loyola.
- 1534 - Osmanerna intar Bagdad.
- 1541 - Osmanerna intar Buda (nuvarande Budapest).
- 1543 - Portugiserna blir de första européerna som anländer till Japan.
- 1545 - Motreformationen inleds av den katolska kyrkan efter Tridentinska kyrkomötet.
- 1547 - Ivan IV av Ryssland, "Ivan den förskräcklige", blir Rysslands förste tsar.
- 1548 - Regeringen i Mingdynastins Kina förbjuder utländsk handel och stänger alla hamnar.
- 1550 - Mongolerna intar Peking.
- 1558 - Elisabeth I efterträder sin syster Maria I på Englands tron.
- 1562-1598 - De franska religionskrigen utkämpas mellan katoliker och hugenotter (protestanter).
- 1563 - Pest utbryter i England och enbart i London dör cirka 20 000 personer.
- 1563-1570 - Nordiska sjuårskriget utkämpas mellan Sverige och Danmark.
- 1566 - Nederländska frihetskriget börjar. Under kriget, som pågår till 1648, blir Nederländerna självständigt.
- 1570-1583 - Livländska kriget utkämpas mellan Ryssland och Danmark-Norge, Sverige, Litauen och Polen.
- 1570-1595 - Nordiska tjugofemårskriget utkämpas mellan Sverige och Ryssland.
- 1571 - Påven Pius V bildar Heliga ligan som en allians mot Osmanska riket.
- 1571 - Slaget vid Lepanto, utanför Greklands västra kust, utkämpas mellan Heliga ligan och Osmanska riket.
- 1577-1580 - Francis Drake genomför sin världsomsegling.
- 1582 - Påven Gregorius XIII låter införa den Gregorianska kalendern i katolska länder.
- 1585-1608 - Engelsk-spanska kriget utkämpas på båda sidor om Atlanten.
- 1588 - Engelska flottan lyckas stoppa spanska armadan i Engelska kanalen.
- 1598 - Hertig Karl besegrar Sigismund i slaget vid Stångebro.